# Komatsu D575A

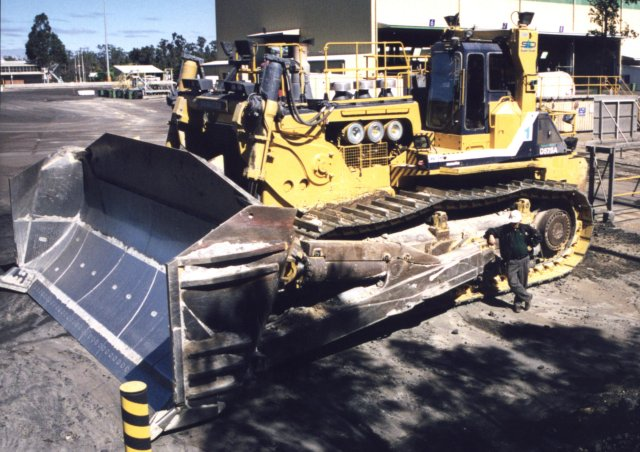
Bulldozer Komatsu 575A

Il Komatsu D575A è stato un trattore cingolato prodotto dalla azienda Komatsu di Osaka.
Dotato di un propulsore da 1.150 cavalli (860 kW) è attualmente il più grande bulldozer prodotto in serie (ed in generale secondo solo all'Acco super dozer italiano, che resta però un modello fuoriserie limitato a un solo esemplare). Era disponibile sia in configurazione bulldozer con ripper (D575A-3) o solo bulldozer (D575A-3 SD Super Dozer).
Con la lama standard, entrambe le versioni potevano muovere 69 metri cubi di materiale per passata mentre la versione D575A-3 SD Super Dozer con la lama opzionale poteva arrivare a muoverne fino a 96. Il D575A-3 con il ripper a singolo dente poteva scavare ad una profondità massima di 2,06 metri.
Entrato in produzione dal 1991, il Komatsu D575A è stato impiegato principalmente in ambito minerario negli Stati Uniti, in Canada ed in Australia e nel settore delle grosse costruzioni. È uscito di produzione nel 2012.

## Sviluppo
Il primo prototipo, il D555A, dotato di propulsore da 1 000 cavalli fu mostrato al pubblico nel 1981 alla fiera Conexpo ad Houston in Texas. A causa tuttavia delle condizioni economiche del tempo lo sviluppo fu prorogato per gran parte degli anni 1980. Un prototipo successivo, il D575A-2 SR Super Ripper, iniziò i test Nel nord America nel 1989 mentre la produzione iniziò nel 1991. L'ultimo modello, il 575A-3 Super Dozer fu introdotto nel 2001.

## Specifiche
Il D575A era dotato di un propulsore Diesel Komatsu SA12V170E a 12 cilindri a 4 tempi raffreddato a liquido con turbocompressore, intercooler ed iniezione diretta che sviluppava 1 150 cavalli vapore (850 kW). Pesante 152,6 tonnellate, era dotato di una lama standard alta 3,63 e larga 7,39 metri che permetteva al D575 di spostare una massa di materiale pari a 69 metri cubi per passata. Il D575A era alto 4,88 metri e lungo 11,71 con un'altezza da terra di 0,74 metri. L'area di contatto sul terreno dei cingoli era di 9,434 metri quadrati con una pressione media sul terreno di 23 pound per pollice quadrato (160 kPa).

## Applicazioni
Il D575 è stato impiegato principalmente nelle miniere a cielo aperto nella Virginia Occidentale. Ad oggi 17 D575A sono in servizio nella West Virginia Coal Fields. Un super ripper opera nella città di Las Vegas e altri due nella Stockton Mine sull'Isola del Sud in Nuova Zelanda.